# Evaza brandti
Evaza brandti är en tvåvingeart som beskrevs av James 1969. Evaza brandti ingår i släktet Evaza och familjen vapenflugor. Inga underarter finns listade i Catalogue of Life.